# 川崎正己
川崎 正己（かわさき まさみ、1947年（昭和22年）1月3日 - ）は、日本の実業家。キヤノンマーケティングジャパン代表取締役社長を務めた。

## 人物・経歴
神奈川県出身。1969年に一橋大学商学部卒業後、キヤノンに入社し、財務等を担当した。1971年キヤノンU.S.A.出向。1977年キヤノン販売出向。1987年キヤノンコピア販売取締役。1997年キヤノンコピア販売専務取締役。2001年キヤノン販売取締役。2003年キヤノン販売常務取締役財務本部・経理本部担当、本社管理部門担当。2006年キヤノンマーケティングジャパン専務取締役。2009年からキヤノンマーケティングジャパン代表取締役社長を務め、M&Aなどによるグローバル化や、新規事業の展開を進めた。2015年キヤノンマーケティングジャパン相談役に退いた。